# Натт ох Даг, Кристина
Кристина Нильсдоттер Натт ох Даг (швед. Christina Nilsdotter Natt och Dag; 1580—1642), — шведская придворная дама. Она была королевской гувернанткой шведской королевы Кристины с 1639 по 1642 год.

## Биография
Кристина Натт ох Даг была единственной дочерью из четырёх детей дворянина Нильса Нильссона Натт ох Дага (1554—1613), камергера королевского двора, и Анны Бенгтсдоттер Юльты (1550—1603). Кристина Натт ох Даг вышла замуж за королевского гувернёра дворянина Хольгера фон Шейдинга (1583—1631). Её старший брат Пер Нильссон Натт ох Даг (1583—1634) был членом Совета, а средний брат Ивар Нильссон Натт ох Даг (1590—1651) — королевским гувернёром.

### Придворная жизнь
После смерти приёмной матери королевы и тёти Катарины Шведской Королевский регентский совет под началом Акселя Оксеншерны счёл необходимым назначить новую приёмную мать несовершеннолетнему монарху (её мать была изгнана), что привело к реорганизации двора королевы. Чтобы молодая королева не зависела от одного единственного человека и фигуры любимой матери, Королевский совет решил разделить должность главной фрейлины (ответственной за придворных дам королевы) и должность королевской гувернантки (или приёмной матери) между четырьмя женщинами, по две на каждую. Соответственно, в 1639 году Эбба Лейонхуфвуд и Кристина Натт ох Даг были назначены на должность королевской гувернантки и приёмной матери (швед. Upptuktelse-Förestånderska), в то время как Беата Оксеншерна и Эбба Рюнинг были назначены на должность главной фрейлины, все четверо носили официальный ранг и титул гофмейстерины (швед. hovmastarinna).
Выбор Эббы Лейонхуфвуд и Кристины Натт ох Даг на должность приёмной матери был официально мотивирован характерными для них обеих качествами «честности и добродетели, серьёзности и стойкости», а в случае с Лейонхуфвуд, среди прочего, её прекрасно образованная дочь Анна Маргарета послужила примером большого таланта её матери в воспитании ребёнка. Однако в действительности Эбба Лейонхуфвуд была родственницей Акселя Оксеншерны благодаря той же самой дочери, а Беата Оксеншерна и Эбба Рюнинг также были связаны с партией рода Оксенсшерна, которая предположительно сыграла определённую роль в их назначениях. Кристина Натт ох Даг, со своей стороны, имела хорошие связи при дворе, её бабушка по отцовской линии Карин Юлленшерна была главной фрейлиной королевы Катерины Ягеллонки и принцессы Анны Шведской. Кроме того, её отец занимал ряд придворных должностей, а старший брат был членом Совета, а мачеха — шведской принцессой Сигрид (1566—1633).
Решение королевского совета по предоставлению королеве Кристине нескольких приёмных матерей, чтобы избежать её привязанности к одному человеку, кажется, было эффективно: Кристина не упоминала своих приёмных матерей непосредственно в своих мемуарах и, похоже, не имела какой-либо привязанности ни к одной из них, и они, похоже, не играли никакой роли при дворе после окончания срока их службы. За некоторыми исключениями, такими как Эбба Спарре, леди Джейн Рутвен и Луиза ван дер Нот, Кристина вообще не проявляла какого-либо интереса к своим придворным дамам и обычно упоминала их в своих мемуарах только для того, чтобы выгодно сравнить себя с ними, называя себя более мужественной, чем они. В 1639 году она упоминает о своем отношении к своим фрейлинам в связи с Беатой Оксеншерной и её дочерью, фрейлиной Мертой Ульфспарре:
«Хозяйка мантии Леди м-ль Оксеншерна и её дочь только что прибыли. Чем больше их приходит сюда, тем хуже» […] " «Я презираю всех в моём окружении, особенно женщин моего двора, от которых я не могу вынести ни малейшего упрёка».